# Jan Hilary Łubieński
Jan Hilary Józef Łubieński herbu Pomian (ur. 1799 w Chojnie, zm. 11 czerwca 1860 w Warszawie) – polski sędzia, sędzia Sądu Najwyższej Instancji Królestwa Polskiego, sędzia i przewodniczący Warszawskich Departamentów Rządzącego Senatu, senator.

## Życiorys
Syn Józefa Łubieńskiego (zm. 1845) i Ludwiki z Czarneckich (zm. 1842). Miał czwórkę rodzeństwa. Jego ojciec w 1806 roku został powołany na stanowisko komisarza departamentu kaliskiego, a następnie radcę prefektury. Urodził się w rodzinnym majątku w Chojnie, następnie rodzina przeniosła się do majątku w Starzenicach.
Edukację pobierał w Kaliszu, następnie podjął studia prawnicze na Uniwersytecie Wrocławskim. Pierwszą pracę rozpoczął jako urzędnik w prefekturze departamentu kaliskiego. W 1819 roku zdał egzamin na sędziego. W 1822 roku został mianowany sędzią Trybunału Cywilnego województwa sandomierskiego, w związku z czym przeprowadził się do Warszawy. W 1826 roku był obecny przy śmierci generała Józefa Zajączka. Od 1827 roku cała rodzina mieszkała prawdopodobnie w Warszawie, przy ulicy Miodowej 488. Pełnił wówczas funkcję sędziego Sądu Najwyższej Instancji.
W 1829 roku został wraz z żoną właścicielem wsi Kiączyn oraz Długiej Wsi i Wyrowa w okolicach Stawiszyna. Przez część roku wraz z rodziną w Długiej Wsi, gdzie wyremontował dwór i założył nowy folwark. Około 1842 roku nabył dobra Szczekociny i Solec w okręgu pilickim oraz Goleniowy w okręgu jędrzejowskim. Od 1843 roku był sędzią II Wydziału IX Departamentu Warszawskich Departamentów Rządzącego Senatu, a od 1847 roku aż do śmierci pełnił funkcję senatora przewodniczącego. Otrzymał także godność tajnego radcy. W 1859 roku z dóbr Szczekociny i Goleniowy utworzono majorat.
W ostatnich latach życia mieszkał w kamienicy przy ulicy Krakowskie Przedmieście. Zmarł 11 czerwca 1860 roku, trzy dni później pochowano go na Cmentarzu Powązkowskim (kwatera 184, rząd 1, miejsce 3). Pogrzebowi przewodniczył biskup Henryk Ludwik Plater, a orszak żałobny przeszedł przez ulice: Krakowskie Przedmieście, Senatorską, Bielańską i Nalewki.
Prawdopodobnie w młodości był członkiem loży masońskiej Hesperus.

## Rodzina
Najprawdopodobniej w 1820 roku wziął ślub z Pelagią z Zajączków, siostrą Józefa Radoszewskiego i byłą żoną Rafała Zajączka. Para miała dzieci: Gabrielę (ur. 1820), Józefa Ignacego Alfreda (ur. 1825), Elżbietę Idalię Józefę (ur. 1827), Jana (ur. 1829, zmarł po ośmiu dniach) i Artura (ur. 1831). Jego żona zmarła 15 sierpnia 1835 roku w Dreźnie, podczas powrotu z uzdrowiska w Królestwie Prus. Została pochowana w kościele św. Bartłomieja w Stawiszynie. 
W 1842 roku ponownie wyszedł za mąż, za Konstancję z Łęckich, wdowę po Romanie Rutkowskim. Siedem lat później małżeństwo rozpadło się.
22 kwietnia 1860 roku w kościele Świętego Krzyża w Warszawie wziął ślub ze swoją 21-letnią siostrzenicą, Karoliną Jarmund. Wcześniej uzyskał w tej sprawie dyspensę.

## Odznaczenia
Został odznaczony m.in. Orderem Świętego Stanisława I klasy i Orderem Świętej Anny II klasy.